# Дінара (фільм, 1988)
«Дінара» — документальний фільм 1988 року.

## Зміст
Фільм розповість про життя та професійну діяльність ленінградського режисера Дінари Асанової. Злети і падіння, особисті переживання цієї відомої особистості знайшли повне відображення у цій біографічній стрічці.